# Platymantis schmidti
Platymantis schmidti és una espècie de granota que viu a Papua Nova Guinea.